# Hypsicera kenyensis
Hypsicera kenyensis là một loài tò vò trong họ Ichneumonidae.